# Ústavní výchova
Ústavní výchova je jednou z forem péče o dítě. Soud ji může nařídit, a to i bez návrhu, jsou-li výchova dítěte nebo jeho tělesný, rozumový či duševní stav, anebo jeho řádný vývoj vážně ohroženy nebo narušeny do té míry, že je to v rozporu se zájmem dítěte, anebo jsou-li tu vážné důvody, pro které rodiče dítěte nemohou jeho výchovu zabezpečit. Jedná se o krajní opatření, soud vždy musí zvážit, zda není na místě dát přednost svěření dítěte do péče fyzické osoby. Ústavní výchova je v České republice právně upravena občanským zákoníkem, procesní úprava je obsažena v zákoně o zvláštních řízeních soudních. Její výkon se řídí zákonem č. 109/2002 Sb., o výkonu ústavní výchovy nebo ochranné výchovy ve školských zařízeních a o preventivně výchovné péči ve školských zařízeních a o změně dalších zákonů. Ústavní výchovu nelze přes určité podobnosti ztotožňovat s ochrannou výchovou, což je ochranné opatření (resp. u dětí mladších 15 let opatření) dle zákona o soudnictví ve věcech mládeže.

## Základní informace
Ústavní výchova slouží preventivně výchovným účelům. Zajišťuje každému dítěti právo na výchovu a vzdělání, podporuje sebedůvěru, rozvíjí citovou stránku jeho osobnosti a umožňuje, aby se dítě aktivně účastnilo dění ve společnosti. S dítětem musí být zacházeno v zájmu plného a harmonického rozvoje jeho osobnosti s ohledem na potřeby osoby jeho věku. Před nařízením ústavní výchovy je soud povinen zkoumat, zda výchovu dítěte nelze zajistit náhradní rodinnou péčí nebo péčí v zařízení pro děti vyžadující okamžitou pomoc. O ústavní výchově se rozhoduje v řízení ve věcech péče soudu o nezletilé dle zákona o zvláštních řízeních soudních.

## Nařízení ústavní výchovy
Soud může, jako nezbytné opatření, nařídit ústavní výchovu v případě, že je výchova dítěte nebo jeho tělesný, rozumový či duševní stav, anebo jeho řádný vývoj vážně ohroženy nebo narušeny do té míry, že je to v rozporu se zájmem dítěte, anebo jsou-li tu takové vážné důvody, pro které rodiče dítěte nemohou jeho výchovu zabezpečit. Soud vždy zvažuje svěření péče o dítě fyzické osobě, kterou může být:
- Poručník, který má vůči dítěti veškerá práva a povinnosti jako rodič,[9] vykonává rodičovskou odpovědnost v plném rozsahu, ale nemá k dítěti vyživovací povinnost (ta zůstává rodičům).[10]
- Opatrovník, který je soudem jmenovaná osoba, nehájí-li zákonný zástupce dostatečně práva dítěte nebo jsou-li zájmy rodiče a dítěte navzájem v rozporu.[11]
- Pěstoun v případě, že o dítě nemůže pečovat rodič ani poručník.[12]

Nedostatečné bytové nebo majetkové poměry rodičů nemohou být důvodem k nařízení ústavní výchovy, pokud jsou rodiče jinak způsobilí zabezpečit řádnou výchovu.

## Trvání ústavní výchovy
Ústavní výchovu lze nařídit nejdéle na dobu tří let. Pokud důvody pro nařízení ústavní výchovy trvají, je možno, před uplynutím tří let od jejího nařízení, ústavní výchovu prodloužit, a to i opakovaně, vždy však nejdéle na dobu tří let. Soud dbá při umísťování dítěte do ústavní výchovy, aby jeho pobyt byl v blízkosti bydliště rodičů nebo jiných osob dítěti blízkých. Umístěním dítěte do ústavní výchovy, upravuje soud rozsah vyživovací povinnosti rodičů.
Do nového občanského zákoníku bylo ze staré právní úpravy převzato i problematické ustanovení, podle kterého lze z důležitých důvodů ústavní výchovu prodloužil do 19 let věku dítěte, nicméně v praxi se využívá jen zřídka a lze ho považovat spíše za relikt.

## Přezkoumání ústavní výchovy
Soud je povinen nejméně jednou za šest měsíců přezkoumat, zda trvají důvody pro nařízení ústavní výchovy nebo zda není možné zajistit dítěti náhradní rodinnou péči. Zkoumá to vyžádáním zprávy příslušného orgánu sociálně-právní ochraně dětí, vyjádřením dítěte a vyzváním rodičů o vyjádření jejich stanoviska. Ústavní výchova se po přezkoumání může též prodloužit, a to až o jeden rok po dosažení zletilosti.

## Ukončení ústavní výchovy
Soud má možnost ústavní výchovu zrušit, pokud pominou důvody, které vedly k jejímu nařízení, nebo pokud lze dítěti zajistit náhradní rodinnou péči. Ústavní výchova rovněž zaniká rozhodnutím soudu o osvojení.

## Zařízení ústavní výchovy
- Diagnostický ústav
- Dětský domov
- Dětský domov se školou
- Výchovný ústav[23]

Zařízení ústavní výchovy poskytují preventivně výchovnou péči, předcházejí vzniku nebo rozvoji negativních vlivů na chování dítěte, poskytují pomoc a spolupracují s rodiči nebo zákonnými zástupci a spolupracují s orgány sociálně-právní ochrany dětí. Účelem zařízení je zajistit nezletilé osobě na základě rozhodnutí soudu o ústavní výchově náhradní výchovnou péči v zájmu zdravého vývoje, řádné výchovy a vzdělání dítěte.